# Gaius Atilius Regulus
Gaius Atilius Regulus, dikwijls ten onrechte Serranus (Saranus) bijgenaamd, was consul in 257 en 250 v.Chr.
Hij versloeg als consul in 257 de Carthaagse vloot in de slag bij Tyndaris en hield een zegetocht. In 250 v.Chr. was hij ten tweeden male consul en sloeg hij het beleg voor Lilybaeum, maar kon de stad niet innemen.